# Stellar 7
Stellar 7 es un videojuego de simulación de tanques en primera persona basado en el juego arcade de los años 80 Battlezone, en el cual el jugador asume el papel de un piloto de un tanque futurista. El juego fue creado por Damon Slye para Apple II y Commodore 64 en 1983, y posteriormente tuvo un remake a principios de los años 90 para MS-DOS, Amiga y Classic Mac OS. Existen tres secuelas: Arcticfox (1986), Nova 9: The Return of Gir Draxon (1991) y Stellar 7: Draxon's Revenge (1993).

## Jugabilidad
El tanque del jugador conocido como Raven tiene un cañón frontal con un suministro ilimitado de balas. El cañón puede disparar hasta dos tiros a la vez. El tanque también tiene un dispositivo de camuflaje que, cuando se activa, lo vuelve invisible para los enemigos durante aproximadamente un minuto. Los indicadores en el lado derecho de la pantalla indican la cantidad de escudos y energía restantes. El tanque comienza con suficiente energía para camuflarse dos veces, y la energía se irá agotando lentamente a medida que pase el tiempo. El juego termina cuando se agotan los escudos o la energía.
Cada uno de los siete niveles representa un sistema solar diferente (de ahí el título del juego). El objetivo del jugador es llegar al último nivel y derrotar al jefe enemigo, Gir Draxon. Cada nivel se representa como un plano casi sin rasgos distintivos repleto de obstáculos geométricos (algunos indestructibles y la mayoría no) y varios enemigos. Después de que el jugador destruya una cierta cantidad de enemigos, aparecerá una entrada al siguiente nivel.
Se puede acceder a potenciadores especiales presionando la tecla de tabulación para alternar entre los diferentes íconos en la parte inferior izquierda de la pantalla y luego presionando Enter, o simplemente presionando la tecla correspondiente al ícono deseado. El ícono del elemento elegido se volverá violeta mientras esté activado. Cada potenciador está representado por un símbolo determinado y se podrá usar hasta tres veces durante el juego, según el nivel de dificultad.
La versión MS-DOS de este juego es algo diferente. Los gráficos son más avanzados y se representan en una gama completa de colores, y tiene pinturas de fondo del mundo más complejas. Además, el dispositivo de camuflaje no está integrado en el tanque y no termina el juego ni destruye el tanque cuando se termina. Cada mundo está protegido por un jefe que deberá ser derrotado antes de que aparezca la entrada al siguiente nivel. El sistema de potenciadores también funciona de manera diferente. Al matar a tres de tipos específicos de enemigos, caerá un potenciador y luego se activará al tocarlo; Los distintos enemigos producen distintos potenciadores siguiendo este sistema. Por último, el juego tiene una función de «Continuar», en lugar de simplemente terminar cuando se destruye el tanque. Existen otras diferencias entre los tipos de enemigos y sus comportamientos, y lo mismo se aplica a los potenciadores.

## Trama
Gir Draxon, un malvado jefe extraterrestre a cargo de un poderoso imperio interestelar, ha conquistado una serie de sistemas solares y ahora ha llegado al planeta Marte con la intención de aplastar a la humanidad. El héroe de la historia tiene un supertanque que puede usar para derrotar a las fuerzas de Draxon, aunque fue llamado a servicio antes de estar terminado y, por lo tanto, está protegido solo por escudos de energía y no tiene armadura. Desde una perspectiva de mecánica de juego, esto explica por qué el tanque simplemente se destruye cuando sus escudos (puntos de vida) se agotan. El héroe luchará por su camino a través de 7 sistemas solares controlados por el imperio de Draxon, hasta llegar al último planeta, Arcturus, para enfrentarse a Gir Draxon. El jefe extraterrestre se enfrenta al héroe en un combate personal en su propio supertanque; cuando es derrotado, se ve claramente una cápsula de escape que se lanza al espacio, lo que deja en claro que Draxon sobrevivió.
El tercer juego de la serie, Nova 9, amplió enormemente la trama del juego, agregando cinemáticas, diálogos y más tensión relacionada con la historia. No se proporciona mucha información sobre la situación mundial en esa época.

## Recepción
En 1983, la revista Softline afirmó que «la combinación de gráficos y efectos de sonido de primera clase con una emoción acelerada al estilo arcade hace que Stellar 7 sea difícil de superar en todos los sentidos». La revista Video reseñó la versión para Apple II del juego, describiéndola como «una prueba severa incluso para los jugadores de arcade caseros más hábiles», cuya «acción variada lo convierte en un juego particularmente satisfactorio para jugadores en solitario».  En 1988, Tom Clancy nombró a Stellar 7 uno de sus dos juegos de computadora favoritos, afirmando que «es tan implacable, es como la vida». En 1991, el remake de DOS recibió 5 de 5 estrellas en Dragon.

### Reseñas
- Commodore User (abril de 1985)[6]